# Taquaritinga
Taquaritinga este un oraș în São Paulo (SP), Brazilia.

## Personalități născute aici
- José Edmílson Gomes de Moraes (cunoscut ca Edmílson, n. 1976), fotbalist.